# Emoia cyanogaster
Espèce
Synonymes
- Scincus cyanogaster Lesson, 1830
- Gongylus cartereti Duméril & Bibron, 1839

Statut de conservation UICN

 LC  : Préoccupation mineure
Emoia cyanogaster est une espèce de sauriens de la famille des Scincidae.

## Répartition
Cette espèce se rencontre :
- dans l'archipel Bismarck en Papouasie-Nouvelle-Guinée ;
- dans les îles Salomon ;
- au Vanuatu.

## Publication originale
- Lesson, 1830 : Description de quelques reptiles nouveaux ou peu connus. Voyage Autour du Monde Execute par Ordre du Roi, sur la Corvette de La Majeste, La Coquille, exécuté Pendant les Annees 1822, 1823, 1824 et 1825, vol. 2, no 1, p. 1-65, Arthur Bertrand, Paris.